# Принцип нормування Строганова
Принцип нормування Строганова, запропоновані М.С. Строгановим (1977) основні принципи нормування і стандартизації якості води прісноводних континентальних водойм: 1) пріоритетності у використанні водойм; 2) достатності самоочищення; 3) забезпеченості умов життя для промислових об'єктів; 4) придатність води для питних цілей. Оцінка водної екосистеми поза цих принципів вважається безпредметною. Вони приведені в систему уявлень про придатність (нормальність) або непридатність (анормальність) водної екосистеми для споживачів, найбільш вимогливих до якості води - питного водопостачання і рибного господарства, і можуть служити основою для розробки заходів по нормуванню якості води водойм.